# Johannes Mikael Buckx
Johannes Mikael Buckx (né le 6 août 1881 à Born – décédé le 22 septembre 1946 à Helsinki) est un prêtre et évêque catholique.

## Biographie
Johannes Michael Buckx est né dans une famille catholique. Après l'école secondaire il décide d'étudier la théologie et entre dans l'ordre déhonien. Buckx est ordonné prêtre le 9 juin 1906.
Après la déclaration d'indépendance du pays en 1917 et la création de l'administration apostolique de Finlande, Buckx est l'un des choix possibles pour gérer ce diocèse. Le 20 mars 1921, il est nommé vicaire apostolique de Finlande. De 1921 à 1923, il est administrateur apostolique de Finlande. Le 23 mai 1923, il nommé évêque titulaire de Doliché (de) Le 15 août 1923, le pape Pie XI le nomme évêque titulaire et vicaire apostolique de Finlande, il assumera cette responsabilité jusqu'en 1933. 
Il décède à l'âge de 65 ans.